# Windmühle (Holland House)
Die Windmühle von Holland House ist eine Windmühle auf der schottischen Orkneyinsel Papa Westray. 2001 wurden die heute erhaltenen Überreste des Bauwerks in die schottischen Denkmallisten in der Kategorie C aufgenommen. Zusätzlich bilden sie zusammen mit Holland House und weiteren Außengebäuden ein Denkmalensemble der Kategorie B.

## Geschichte
Der Soldat Thomas Traill erwarb die Ländereien auf Papa Westray im Jahre 1637. Mitte des 17. Jahrhunderts erbaute er die ältesten Teile von Holland House. Traill machte sein Vermögen in der Kelpindustrie (siehe auch Braunalgen#Verwendung). Das Anwesen wurde über Generationen innerhalb der Familie vererbt und verblieb mit Ausnahme einer Phase zwischen 1886 und 1928 bis 1952 durchgängig in ihrem Besitz. Die Windmühle stammt aus dem Jahr 1865 und gehört damit zu den neueren Gebäuden des Anwesens. Sie wurde bis in die 1940er Jahre als Getreidemühle betrieben. 1926 wurde die hölzerne Hülle entfernt. Das eingesetzte Korn wurde in einem nahegelegenen Schuppen bevorratet und das gewonnene Mehl in den rund 300 m nördlich gelegenen Lagerhäusern von Holland House eingelagert.

## Beschreibung
Das Bauwerk liegt auf einem eingefriedeten Areal rund 300 m südlich von Holland House beziehungsweise südöstlich von Holland Farm. Von der Windmühle ist heute nur noch das kegelstumpfförmige Fundament mit einer Höhe von 2,9 m erhalten. Es besteht aus Bruchstein und ist mit Harl verputzt. Ein ehemaliger Mahlstein liegt neben dem Stumpf. Das heute leerstehende Vorratslager besitzt jeweils eine Türe an den Ost- und Westseiten. Die Giebel sind in einer schlichten Form ähnlich einem Staffelgiebel gestaltet.